# Rence
Rrenc en albanais et Rence en serbe latin (en serbe cyrillique : Ренце) est une localité du Kosovo située dans la commune/municipalité de Dragash/Dragaš et dans le district de Prizren/Prizren. Selon le recensement de 2011, elle compte 581 habitants, tous albanais.
Selon le découpage administratif de la Serbie, la localité fait partie de la municipalité de Prizren. Le village est également connu sous le nom albanais de Rancë.

## Démographie

### Évolution historique de la population dans la localité
| 1948 | 1953 | 1961 | 1971 | 1981 | 1991 | 2011 |
| ---- | ---- | ---- | ---- | ---- | ---- | ---- |
| 188  | 177  | 202  | 292  | 473  | 685  | 581  |

|  |